# José Ramón Fernández
José Ramón Fernández Álvarez (Santiago de Cuba, 1923. november 4. – Havanna, 2019. január 6.) kubai tábornok, politikus.

## Életútja
Santiago de Cubában született. Itt végezte az általános és középiskolai tanulmányait. Majd katonai iskolába járt Kubában és az Egyesült Államokban (Cadet School of Cuba és Escuela de Artillería). 1947-ben diplomázott. 1952-től különböző összeesküvési tevékenységekben és mozgalmakban vett részt Fulgencio Batista rezsimjével szemben. 1956-ben letartóztatták összeesküvés miatt ("Los puros"). Büntetését a Presidio Modelo börtönben az Isla de Pinos-on töltötte 1959. január 1-ig, amikor győzött a forradalom Fidel Castro vezetésével.
A Kubai Kommunista Párt alapító tagja volt. A Disznó-öbölbeli invázió során a kubai katonai erők parancsnoka volt. 1975-ban az első pártkongresszuson a párt Központi Bizottságának a tagjává választották. 1997 és 2018 októbere között a Kubai Olimpiai Bizottság elnöke, és a Minisztertanács alelnöke volt. Utolsó katonai rangja a dandártábornok volt.